# Geranylgeranylierung
Die Geranylgeranylierung (fälschlich auch verkürzt Geranylierung) ist eine Form der Prenylierung von Proteinen.

## Eigenschaften

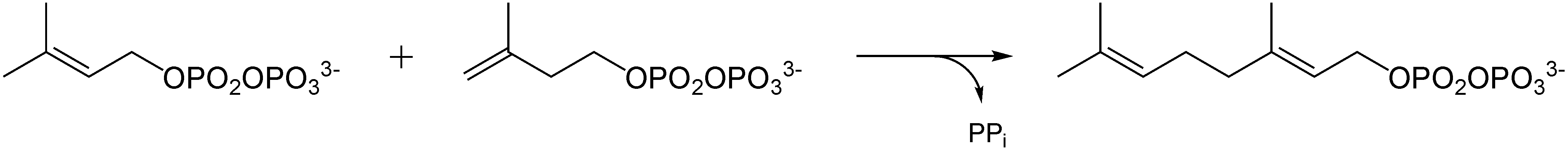
Die Kondensationsreaktion von Dimethylallylpyrophosphat (links) und Isopentenylpyrophosphat (rechts) zu Geranylpyrophosphat wird durch die Geranyltransferase katalysiert.

Die Geranylgeranylierung ist eine posttranslationale Modifikation von Proteinen, durch die unter anderem zytosolische Proteine über die angehängte Geranylgeranylgruppe im Sinne eines Membranankers an der Zellmembran oder an anderen Biomembranen in einer Zelle befestigt werden. Die Substrate bei der Geranylgeranylierung sind Geranylpyrophosphat und ein oder zwei C-terminale Cysteine am zu modifizierenden Protein. Die Abgangsgruppe bei der Geranylgeranylierung ist Pyrophosphat. 
Zwei Enzyme bewerkstelligen eine Geranylgeranylierung, die Geranylgeranyltransferase I (GGTase I) oder die Rab-GGTase (synonym GGTase II). GGTase I modifiziert Cysteine in der C-terminalen Aminosäuresequenz CXXL, ähnlich den Farnesyltransferasen bei der Farnesylierung. GGTase II modifiziert zwei Cysteine mit je einer Geranylgeranylgruppe in der Sequenz CXC oder XXCC, die zu modifizierenden Proteine werden anschließend durch das Protein REP (rab escort factor) an die Membran transportiert.
Beispiele für geranylgeranylierte Proteine sind z. B. die Rho-GTPase und die γ-Untereinheit von heterotrimeren G-Proteinen.